# Colleen Haskell
Colleen Marie Haskell (Bethesda, 6 de dezembro de 1976) é uma ex-atriz e apresentadora norte-americana. Colleen é uma ex-participante do reality show americano Survivor, em 2000. Ela atuou no filme The Animal (2001) e fez participações especiais nas séries That '70s Show e Maybe It's Me.
Antes de sair da indústria do entretenimento em 2003, Colleen foi assistente de produção do programa The Michael Essany Show.